# Līvāni
Līvāni (németül: Lievenhof, latgalul: Leivuons, oroszul: Ли́ваны) város Lettországban.

## Fekvése
Līvāni a Daugava partján, Riga és Daugavpils között található, Rigától 175, Daugavpilstől 60 km-re. A 2009-es közigazgatási reformig Lettország Preiļi járásához tartozott.

## Története
A települést a latgalei törzsek hozták létre a 11. században a Daugava partján, a Dubna folyó torkolatánál. Az első írásos feljegyzés a Dubna nevű településről 1289-ből származik. A jelenlegi települést 1533-ban alapította a terület akkori birtokosa, a német eredetű von Lieven báró, ekkor kapta a német Lievenhof nevet. 1677-ben a birtok a lengyel mágnás, Leonard Pociej tulajdonába került, aki 1678-ban katolikus templomot épített birtokán.
Līvāni a 19. században indult fejlődésnek. 1824-ben városi jogokat kapott, 1854-ben itt nyílt meg Lettország második polgári iskolája, 1869-ben pedig gyógyszertár nyílt a városban. 1926-ban megerősítették a városi jogait. A település a szovjet időkben jelentős iparváros volt, üveggyárának köszönhetően lakosainak száma meghaladta a 13 ezer főt.

## Népesség
Līvāni lakosságának 60%-a lett, 30%-a orosz, 10%-a pedig egyéb nemzetiségű.

## Gazdaság
Līvāniban épült fel a szovjet időkben Lettország legjelentősebb üveggyára. A gyár privatizálását követően a Lettglas nevet vette fel. Az orosz piac elvesztése miatt az üzem fokozatosan tönkrement és 2008-ban végleg bezárták. A gyárhoz tartozó Üvegmúzeum városi kezelésbe került, jelenleg is látogatható.

## Külső hivatkozások
- A város hivatalos honlapja
- A līvāni Üvegmúzeum honlapja